# ليزا ناي
ليزا ناي (24 أكتوبر 1966 - ) (بالإنجليزية: Lisa Nye)‏ هي لاعبة كريكت بريطانية.

## وصلات خارجية
- ليزا ناي على موقع إي آس بي آن كريك إنفو (الإنجليزية)